# بن جکسون (بازیکن فوتبال، زاده ۱۹۸۵)
بن جکسون (انگلیسی: Ben Jackson؛ زادهٔ ۲۲ اکتبر ۱۹۸۵) بازیکن فوتبال اهل بریتانیا است.
از باشگاه‌هایی که در آن بازی کرده‌است می‌توان به باشگاه فوتبال یورک سیتی، باشگاه فوتبال دونکستر راورز، باشگاه فوتبال اینورنس کالدنیون تیسل، و باشگاه فوتبال بیشاپ اوکلند اشاره کرد.